# Юноша, Алексей Петрович
Алексей Петрович Юноша (1 февраля 1876, Оренбург — 25 января 1938, Ленинград) — офицер Русской императорской армии, участник Русско-японской войны и Первой мировой, георгиевский кавалер.

## Биография
Происходил из потомственных дворян Уфимской губернии.
Окончил Симбирский кадетский корпус и Михайловское артиллерийское училище, из которого в 1896 году выпущен подпоручиком в 35-ю артиллерийскую бригаду.
Через несколько лет службы зачислен в чине штабс-капитана в запас пешей артиллерии, с учётом по Уфимскому уезду.
После начала русско-японской войны мобилизован с назначением в 73-ю парковую артиллерийскую бригаду. За боевые отличия награждён чином капитана и орденами Святой Анны 3-й степени с мечами и бантом и Святого Станислава 2-й степени с мечами.
Высочайшим приказом от 14 сентября 1907 года определён на действительную службу с назначением в 1-ю запасную артиллерийскую бригаду, в 1910 году вошедшую в состав новообразованной 48-й артиллерийской бригады.
В 1912 году командирован в Офицерскую артиллерийскую школу, которую окончил с отметкой «успешно».
15 февраля 1914 года награждён орденом Святого Владимира 4-й степени. Произведён в подполковники и назначен командиром батареи, с которой вступил в Первую мировую войну.
Высочайшим приказом от 13 января 1915 года награждён орденом Святого Георгия 4-й степени:
За то, что в бою 2-го августа 1914 года у местечка Монастыржинска, заняв открытую позицию в районе неприятельского ружейного огня, принудил к молчанию батарею противника и, перенеся огонь на его пехоту, окончательно сломил её сопротивление.
Произведён в полковники.
В 1916 году в бою у Дуклы ранен и попал в плен. Освобождён из плена после окончания войны. В апреле 1918 года вернулся в Петроград, где добровольно поступил на службу в РККА. Служил в отделе снабжения тяжёлой артиллерии Главного артиллерийского управления и наблюдающим за ремонтом орудий на Путиловском заводе. С 1920 года преподавал в Высшей артиллерийской школе. Назначен командиром Курсов усовершенствования комсостава.
С сентября 1926 года преподавал военные дисциплины в Ленинградском политехническом институте, с 1929 года одновременно — в Военно-морской академии. В 1930 году организовал и возглавил военно-механическое отделение Ленинградского машиностроительного института, также являлся военруком этого института.
В апреле 1931 года арестован по делу «Весна», освобождён 19 сентября 1931 года.
Преподавал во Всесоюзном котлотурбинном институте, Ленинградском электромеханическом институте и Институте инженеров промышленного строительства. В 1934 году назначен начальником военно-учётной части Ленинградского индустриального института. 26 июня 1937 года уволен из института.
15 декабря 1937 года арестован. В обвинении значилось:
С 1929 являлся участником контр-революционной монархической организации РОВС и проводил активную контр-революционную и вредительскую деятельность в области военной подготовки учащихся с целью подрыва обороно-способности СССР; среди студентов института проводил контр-революционную агитацию в отношении проводимых мероприятий Советской власти и прививал чувства вражды и ненависти к руководителям партии и правительства, распространяя о них контр-революционные клеветнические измышления; дал согласие агенту РОВСа Артемьеву на проведение шпионской деятельности в пользу германской разведки.
17 января 1938 года внесудебно приговорён комиссией НКВД и Прокуратуры СССР по статьям 58-6-10-11 УК РСФСР к высшей мере наказания. Расстрелян 25 января 1938 года в Ленинграде. Реабилитирован посмертно решением Военного трибунала Ленинградского военного округа в 1965 году.
Автор семи книг и большого числа статей по вопросам артиллерийской стрельбы. Изобретатель двух приборов для пристрелки орудий.

## Награды
- Орден Святого Георгия 4-й ст. (Высочайше утверждён 13 января 1915 года);
- Орден Святой Анны 4-й ст. с надписью «За храбрость» (Высочайше утверждён 22 марта 1915 года);
- Орден Святого Владимира 4-й ст. (Высочайший приказ 15 февраля 1914 года); мечи и бант к ордену (Высочайший приказ 6 марта 1915 года);
- Орден Святой Анны 2-й ст.; мечи к ордену (Высочайше утверждены 19 апреля 1916 года);
- Орден Святого Станислава 2-й ст. (Приказ главнокомандующего 1905 года; Высочайше утверждён 4 ноября 1907 года);
- Чин капитана (Приказ главнокомандующего 1905 года; Высочайше утверждён 25 августа 1907 года; старшинство 16 февраля 1905 года);
- Орден Святой Анны 3-й ст. с мечами и бантом (Приказ главнокомандующего 1905 года; Высочайше утверждён 16 декабря 1905 года).

## Семья
Жена — Евгения Ивановна. Родилась в 1881 году. В 1938—1939 годах находилась в административной ссылке в городе Устюжна. Погибла от голода в блокадном Ленинграде в феврале 1942 года. Похоронена на Богословском кладбище.
Дети — дочь Наталья и сын Юрий.